# Tadla-Azilal
Tadla-Azilal (en berbère: Tamnaḍt en Tadla-Aẓilal; en arabe: تادلا أزيلال) était une ancienne région marocaine , et l'une des seize régions du Maroc avant le découpage territorial de 2015. Elle a été intégrée avec les provinces de Khénifra et de Khouribga dans la nouvelle région de Béni Mellal-Khénifra.
Située au centre du pays, elle englobe la plaine de Tadla, entre le Haut et le Moyen Atlas. Sa superficie était de 17 125 km2 pour une population de 1 450 519 habitants. Son chef lieu était Beni Mellal.
Le nom de Tadla, qui en amazighe signifie « bouquet de blé », évoque la richesse agricole de la plaine. Celui d'Azilal veut dire « massif montagneux » (des crêtes dépassent les 4 000 m, telles celle du mont M'Goun).

## Géographie
La région de Tadla-Azilal s’étendait sur une superficie de 16 996 km2 et regroupait trois provinces : 
- la province de Béni Mellal ;
- la province d'Azilal ;
- la province de Fquih Ben Salah.

Elle se composait de :
- 9 communes urbaines (dont 4 dans la province de Béni Mellal, 2 dans celle d’Azilal et 3 dans celle de Fquih Ben Salah) ;
- 9 cercles et 32 caïdats, auxquels sont rattachées 73 communes rurales (dont 18 dans la province de Benni Mellal, 42 dans celle d’Azilal et 13 dans celle de Fquih Ben Salah).

La région de Tadla-Azilal était limitée à l’ouest par les provinces d'El Kelâa des Sraghna et d'Al Haouz, au nord par les provinces de Khouribga et de Settat, à l’est par les provinces d’d'Errachidia et de Khénifra, et au sud par la province d'Ouarzazate.
Du fait de sa situation entre les plateaux de phosphate et le Moyen Atlas, la région de Tadla, d'une altitude moyenne de 400 à 700 m, se caractérise par un climat très continental, et la quantité de précipitations varie entre 450 et 750 mm selon les années.
Les gelées ne sont pas rares en hiver ; on a enregistré -0 °C à Beni Mellal en janvier 2005. L'été est très chaud à cause des vents brûlants du sud-ouest-est (chergui) qui font augmenter le mercure au-dessus des 40 °C (47 °C en juillet 2007), les vagues de chaleur se terminant parfois par de violents orages qui rafraîchissent le sol.

## Démographie
En 2010, la population de la région atteignait les 1 500 662 habitants, ce qui représente 5 % de la population totale du Maroc. La population rurale prédomine avec 66 % de la totalité des habitants ; ce qui est élevé, comparé aux 49,6 % à l’échelle nationale. En ce qui concerne la densité de la population dans la région, elle est de 78 habitants par km².

## Histoire
- Si vous ne connaissez pas le sujet, laissez ce bandeau (vous pouvez alors contacter les auteurs).
- Si vous supprimez le contenu mis en cause (vous pouvez préalablement contacter les auteurs),

argumentez précisément cette suppression dans la page de discussion
(un manque de référence n'est pas un argument ; une recherche réelle de référence doit avoir été effectuée, être formellement documentée).
Les anciens habitants du Tadla étaient des Berbères : 
- Zénètes, agriculteurs dans les plaines
- Haskura-Snaga, pasteurs dans les montagnes.

Le premier contact de Tadla avec les Arabes a eu lieu lors du passage du conquérant Oqba Ibn Nafaa (général arabe envoyé en 670) qui revenait du Sus pour islamiser les Haskura. Quand Idris Ier conquit le Tadla en 172/789, il n'y trouva qu'un petit nombre de musulmans ; la majorité de la population était encore composée de juifs ou de chrétiens.
En l'an 202/818, des Arabes andalous fuyant l'Espagne à la suite de la révolution du Rabad (Faubourg de Cordoue), s'établirent dans le Tadla ; quelques années plus tard, d'autres Arabes de Fès les suivirent lorsqu'un Émirat Idrissides fut créé dans cette région.
La grande émigration arabe n'eut lieu qu'à la fin du VI/XIIe, lorsque les Almohades eurent décidé de déplacer vers le Maroc les bédouins arabes de Banu Hilal et de Banu Sulaym qui avaient pris pied en Tunisie. Les Arabes se répandirent alors dans le pays ; Ibn Khaldoun dit à ce sujet : 
«  Les immigrés arabes Djusham et Ryah ont habité les plaines, le Maroc fut submergé par des peuplades innombrables  ».
Après l'assassinat de l'almohade Yahya b. Nasir en 1236, les Banu Jabir, autre fraction des Djusham, affluèrent au Tadla et s'installèrent dans le piémont, avoisinant les Snaga établis sur les sommets et les plateaux. Les Banu Djabir se hasardaient parfois vers les plaines, mais dès qu'ils craignaient un danger provenant du pouvoir central ou d'un chef impitoyable, ils se repliaient dans la montagne auprès de leurs alliés berbères. 
Les Saadiens à leur tour, introduisirent au Tadla des Arabes Ma'kil, originaires du Yémen. Cette population hétérogène se ramifia avec le temps, ses branches se sont interpénétrées dans un métissage arabo-berbère, donnant naissance à une communauté composite vivant dans la concorde et la solidarité.
Par sa situation stratégique entre le Nord et le Sud et son contrôle de la route reliant les deux villes impériales Fès et Marrakech, en plus de ses ressources naturelles, le Tadla a constamment fait l'objet d'un intérêt particulier de la part de toutes les dynasties du Maroc. Chacune d'elles tenait à renforcer son pouvoir sur cette région en y nommant des représentants de haut niveau, avec une grande influence. Mais ces précautions n'empêchèrent nullement les troubles d'éclater de temps à autre, donnant lieu à de graves confrontations militaires, surtout à chaque changement de dynastie. 
Ces conflits rejaillissaient fâcheusement sur le système urbain de la région : des villes sont détruites et rebâties, d'autres disparaissent et sur leurs décombres des cités nouvelles sont élevées. C'est ainsi qu'au Moyen Âge, la ville de Tadla était la métropole qui donna son nom à toute la province ; Al Himyari écrit dans son al-Rawd al mi'tar : 
«  C'est une ville antique où existent les vestiges des anciens  ».
Dans sa Nuzhat al-Mushtah, al Idrisi ajoute : 
«  La ville de Tadla occupait la première place dans la production du coton et en exportait de grandes quantités dans toutes les directions ; il était au Maghreb al Aksa la principale matière dans la fabrication des cotonnades, si bien que les habitants de ce pays n'avaient nul besoin d'en importer  ».